# End of the Century
End of the Century – piąty studyjny album zespołu Ramones, wydany 4 lutego 1980 roku przez Sire Records. Reedycja z 2002 (Rhino Records) została uzupełniona dodatkowymi utworami.

## Lista utworów
- Wszystkie utwory autorstwa Ramones, z wyjątkiem zaznaczonych.

| 1.  | „Do You Remember Rock ’n’ Roll Radio?”                       | 3:50  |
|     |                                                              |       |
| 2.  | „I'm Affected”                                               | 2:51  |
|     |                                                              |       |
| 3.  | „Danny Says”                                                 | 3:06  |
|     |                                                              |       |
| 4.  | „Chinese Rock” (Dee Dee Ramone/Richard Hell)                 | 2:28  |
|     |                                                              |       |
| 5.  | „The Return of Jackie and Judy”                              | 3:12  |
|     |                                                              |       |
| 6.  | „Let's Go”                                                   | 2:31  |
|     |                                                              |       |
| 7.  | „Baby, I Love You” (Phil Spector/Jeff Barry/Ellie Greenwich) | 3:47  |
|     |                                                              |       |
| 8.  | „I Can't Make It on Time”                                    | 2:32  |
|     |                                                              |       |
| 9.  | „This Ain't Havana”                                          | 2:18  |
|     |                                                              |       |
| 10. | „Rock ’n’ Roll High School”                                  | 2:38  |
|     |                                                              |       |
| 11. | „All the Way”                                                | 2:29  |
|     |                                                              |       |
| 12. | „High Risk Insurance”                                        | 2:08  |
|     |                                                              |       |
|     |                                                              | 33:50 |
|     |                                                              |       |

### CD 2002 (Rhino Records)
utwory bonusowe
| 1. | „I Want You Around” (soundtrack version)    | 3:05  |
|    |                                             |       |
| 2. | „Danny Says” (demo)                         | 2:19  |
|    |                                             |       |
| 3. | „I'm Affected” (demo)                       | 2:47  |
|    |                                             |       |
| 4. | „Please Don't Leave” (demo)                 | 2:22  |
|    |                                             |       |
| 5. | „All the Way” (demo)                        | 2:31  |
|    |                                             |       |
| 6. | „Do You Remember Rock & Roll Radio?” (demo) | 3:43  |
|    |                                             |       |
| 7. | „End of the Century Radio Promo”            | 0:59  |
|    |                                             |       |
|    |                                             | 17:46 |
|    |                                             |       |

## Skład
- Joey Ramone – wokal
- Johnny Ramone – gitara
- Dee Dee Ramone – gitara basowa, wokal
- Marky Ramone – perkusja
- Steve Douglas – saksofon
- Barry Goldberg – pianino, organy